# Polygrapta
Polygrapta is een geslacht van vlinders van de familie spinneruilen (Erebidae).

## Soorten
- P. albipuncta Gaede, 1939
- P. angulilinea Gaede, 1939
- P. argyropasta Hampson, 1926